# 第50回日本レコード大賞
第50回日本レコード大賞（だい50かいにほんレコードたいしょう）は、2008年（平成20年）12月30日に新国立劇場中劇場で行われた、50回目の『日本レコード大賞』である。

## 概要

### ステージ関連
第50回の大賞は、EXILEの「Ti Amo」に決定した。EXILEは初の受賞。「日本レコード大賞」、「日本ゴールドディスク大賞」、「日本有線大賞」、「ベストヒット歌謡祭（2003年から名称変更）」の大賞を独占したのは2002年の浜崎あゆみ以来6年ぶり。レコード大賞と最優秀歌唱賞の両方を受賞した歌手はEXILEで史上9組目。大賞を発表したプレゼンターは、司会の堺正章・上戸彩・松下奈緒の3人からではなく、審査委員長の湯川れい子。
最優秀新人賞は、「海雪」を歌ったジェロに決定した。外国人男性の受賞は史上初。外国人歌手の受賞は第32回のヤン・スギョン以来18年ぶり。最優秀新人賞のプレゼンターは加藤和彦。なお、新人賞のGIRL NEXT DOORメンバー鈴木大輔は、6年前（第44回）もday after tomorrowメンバーとして新人賞を受賞している。
1993年以来15年ぶりに、オープニングからエンディングまでオーケストラピットが設置された。音楽監督・指揮は、服部隆之が担当。
2年前から行っている「メモリアルアクト」では、50回記念として、森進一（「襟裳岬」）、八代亜紀（「雨の慕情」）、Wink（「淋しい熱帯魚」）、米米CLUB（「君がいるだけで」）の4組が登場。もっとも、Winkはこの日のためだけに特別に再結成した。また、森進一は後にこの年の特別功労賞を受賞した川内康範を代表して「花と蝶」も歌唱した。
裏番組としてフジテレビが放送した『爆笑そっくりものまね紅白歌合戦スペシャル』は当時堺が審査委員長を務めていたが、堺が本番組の司会担当のため、同回の『ものまね紅白』では出演見合わせとなり、代わりに片岡鶴太郎が審査員委員長を務めた。また、『ものまね紅白』で恒例の「ご本人と一緒」は本番組に出演しない歌手や芸人が登場することで対応された。
第46回（2004年）以来5年連続でサブ司会を務めた小林麻耶は当番組放送から3ヵ月後の2009年3月末にTBSを退社したため、この年が最後のレコ大出演となっている。

### テレビ中継関連
今年は50回目の記念大会ということで、テレビ中継（TBS系全国28局ネット）の時間枠を拡大した（18時30分 - 23時10分）。さらに終了後、大賞受賞のEXILE、最優秀新人賞のジェロをゲストに迎えた｢おめでとう!第50回日本レコード大賞｣（23時10分 - 23時30分）を放送した。
視聴率は、前年より0.1P高い16.9%、この時間帯の首位を奪還。関西地区のMBS（19時 - 23時10分）は22.3%と前年より2.3P上回った。

### ラジオ中継関連
TBSラジオは、レコード大賞初実況の向井政生アナウンサー（第34回（1992年）のリポーター以来のレコ大復帰）をメインに、受賞者の喜びの声を伝えるリポーターの新井麻希アナウンサーを加えて、テレビの音声とのサイマル放送（一部はラジオ独自編成）で、23:40まで放送。全国放送終了後の10分間は、客として会場にいた磯山さやかもラジオブースに登場した。
前回同様、MBSラジオは自局番組を優先する方針のため、中継しなかった。他のJRN基幹局は、23:30まで放送（RCCラジオは19:00 - 23:30）。

## 司会
- 堺正章
- 上戸彩
- 松下奈緒
- 安住紳一郎（TBSアナウンサー）
- 小林麻耶（TBSアナウンサー）
- ラジオ中継担当・向井政生（TBSアナウンサー）

## 受賞作品・受賞者一覧

### 日本レコード大賞
- 「Ti Amo」
- 歌唱：EXILE
- 作詞：松尾潔 / 作曲：Jin Nakamura、松尾潔 / 編曲：Jin Nakamura
- プロデューサー：HIRO
- プロダクション：LDH
- レコード会社：エイベックス・エンタテインメント

### 最優秀歌唱賞
- 中村美律子「女の旅路」

### 最優秀新人賞
- ジェロ「海雪」

### 最優秀アルバム賞
- 安室奈美恵「BEST FICTION」

### 優秀作品賞（大賞ノミネート作品）
- 青山テルマ feat.SoulJa：「そばにいるね」
- 秋元順子「愛のままで…」
- w-inds.「アメあと」
- EXILE「Ti Amo」
- ℃-ute「江戸の手毬唄II」
- 倖田來未「Moon Crying」
- 斉藤和義「やぁ 無情」
- 谷村奈南「JUNGLE DANCE」
- 東方神起「どうして君を好きになってしまったんだろう?」
- 氷川きよし「玄海船歌」
- 水森かおり「輪島朝市」
- mihimaru GT「ギリギリHERO」

### 新人賞（最優秀新人賞ノミネート）
- GIRL NEXT DOOR「偶然の確率」
- キマグレン「LIFE」
- ジェロ「海雪」
- 福井舞「アイのうた」
- 桜井くみ子「あばれ船」

### 優秀アルバム賞
- 安室奈美恵「BEST FICTION」
- Perfume「GAME」
- 上原ひろみ「ビヨンド・スタンダード」
- 鈴木慶一「ヘイト船長とラヴ航海士」
- 坂本冬美「名作歌つづり」
- ヘキサゴンオールスターズ「WE LOVE ヘキサゴン」

### 作曲賞
- 叶弦大「女の旅路」（歌・中村美律子）

### 編曲賞
- 服部隆之 アルバム『情継 こころをつぐ』より「東京キッド」「川の流れのように」（歌・さだまさし）

### 作詩賞
- 御徒町凧「生きてることが辛いなら」（歌・森山直太朗）

### 特別賞
- アグネス・チャン
- ｢崖の上のポニョ｣
- サザンオールスターズ
- 羞恥心とカシアス島田

### 企画賞
- 「おきなわのホームソング その1～その4」
- 「歌鬼（Ga-Ki）～阿久悠トリビュート～」
- 「The Coca-Cola TVCF Chronicles」［DVD］
- さだまさし「情継 こころをつぐ」
- 水谷豊「TIME CAPSULE」
- ボニージャックス「鉄道唱歌 全曲」
- 布施明「Ballade」
- 吉田喜代子プロデューサー「吉田正 交響組曲《東京シンフォニー第1番～第7番》」

### 功労賞
- 石井好子
- 岡本敦郎
- こまどり姉妹
- 菅原洋一
- 鈴木道明
- 曽根史郎
- 前田憲男
- 三浦康照
- ミッキー・カーチス
- 山下敬二郎

### 特別功労賞
- 小倉友昭
- 川内康範
- 木下龍太郎
- 佐伯亮
- 日野てる子
- フランク永井

### 特別顕彰
- 船村徹

### 日本作曲家協会奨励賞
- 北川大介

## TV中継スタッフ
- ナレーション：ケイ・グラント
- 構成：樋口弘樹、あべ
- 取材：三好千春、川上共子、板垣寿美
- 音楽監督・指揮：服部隆之
- 演奏：倉田信雄／紺野紗依、田代修二、渡辺直樹、島村英二、古川望、古川昌義、藤井珠緒、水野弘文、菅坡雅彦、横井均、広原正典、Bob Zung、近藤淳、木戸やすひろ、比山貴咏史、松田レレ、加藤高志、加藤亜希子、押鐘貴之、伊能修、杉野裕、岩村聡弘、渡辺一雄、松本亜土、松田翔平、入江茜、山田雄司、細川亜維子、堀沢真巳、木村隆哉
- ミュージシャンコーディネート：フェイス・ミュージック
- TM：小林敏之（新国立劇場）
- TP：長谷川晃司（新国立劇場）
- TD：荒木健一（新国立劇場）、福田俊夫（新国立劇場内中継）、高木久之（大阪中継）、寺尾昭彦（中継受けサブ）、伊東修（OAサブ）
- カメラ：藤田栄治（新国立劇場）、鈴木康雄（新国立劇場内中継）、関照男（大阪中継）
- VE：小林陽二（新国立劇場）、岩佐博（新国立劇場内中継）、山田耕児（大阪中継）、宇都宮勝（中継受けサブ）、高橋康弘（OAサブ）
- 照明：松本修一・高橋章（新国立劇場）、矢作和彦（新国立劇場内中継）、藤井克則（大阪中継）
- 音声：菅原正巳・寿田道陽（新国立劇場）、武田聡之（新国立劇場内中継）、金谷宣宏（大阪中継）、坂井健志（中継受けサブ）、尾崎宗弘（OAサブ）
- PA：池戸和幸・小暮倫見（新国立劇場）
- 音効：岡本智宏（新国立劇場）、半藤徹（中継受けサブ）、太田誠也（OAサブ）
- プロンプター：滝沢英俊（新国立劇場）
- 通話回線：林隆二郎
- 美術プロデューサー：飯田稔
- 美術デザイナー：中西忠司
- 美術制作：長谷川隆之
- 装置：古川俊一
- メカシステム：庄子泰広
- 電飾：真鍋明
- LEDグラフィックス：市川元信
- 装飾：川原栄一
- 花装飾：落合生嗣
- アクリル装飾：渡邊卓也
- 特殊効果：矢島克祐
- 楽器：高井啓光
- 衣裳：横尾毅
- 持道具：貞中照美
- 化粧：吉田謙二
- CG：森享大、藤井晶之、MTPlanning（OAサブ）
- 回線：片山敦史（OAサブ）
- VTRルーム：加藤孝祐・林隆弘（OAサブ）
- MA：藤本大
- 編集：藤森唯史、大江剛史、水澤望
- TK：長谷川道子（新国立劇場）、鈴木裕恵（新国立劇場内中継）、野村佳乃子（中継受けサブ）、葛貫明子（OAサブ）
- 中継連絡：江藤俊久（中継受けサブ）
- VTR担当：斉藤慶一郎、清宮嘉浩、冨田雅也、小泉泰成（OAサブ）
- 編成担当：三島圭太
- 公開：廣中信行、松元裕二
- AP：鹿渡弘之、神田祐子
- 制作進行：田辺和弘
- 演出スタッフ：嵯峨祥平、山下智之、近藤尚、岩佐実季、小関美保子、川端美帆
- 演出：石橋孝之・木田将也（新国立劇場外中継）、青山優子（大阪中継）、岸田大輔（中継受けサブ）、刀根哲洋（OAサブ）
- 舞台監督：高岡滋紀
- プロデューサー：落合芳行、利根川展、片山剛、服部英司、篠塚純／高沖秀明（MBS、大阪中継）、西川永哲（大阪中継）
- 総合演出：平賀渉
- 楽器協力：ヤマハ、ローランド
- 技術協力：東通、ティ・エル・シー、エヌ・エス・ティー、TAMCO、赤坂ビデオセンター、NEXION、ダブルビジョン、ウィッシュ、PRG、SJP、サークル、MTPlanning、テイクシステムズ、IMAGICA、テクト
- 協力：新国立劇場運営財団／毎日放送・海遊館（大阪中継）
- 制作協力：BMC
- 制作：TBSテレビ
- 製作著作：TBS
- 主催：社団法人 日本作曲家協会、日本レコード大賞制定委員会、日本レコード大賞実行委員会